# 胡安·曼努埃尔·范吉奥
胡安·曼努埃爾·范吉奧（西班牙語：Juan Manuel Fangio，1911年6月24日—1995年7月17日)，義大利裔阿根廷賽車手，五屆一級方程式世界車手冠軍，是史上最偉大的一級方程式賽車手之一。
方吉奥在一級方程式剛創立的前十年主宰了賽場，他五度贏得年度冠軍的紀錄一直維持了46年，直到2003年麥可·舒馬克才打破這個紀錄。方吉奥先後5次分别代表愛快·羅密歐、玛莎拉蒂、梅賽德斯和法拉利四支不同的車隊獲得世界冠軍，至今仍是個創舉。
方吉奥保有一級方程式最高的勝率（46%）和奪桿率（56%）。

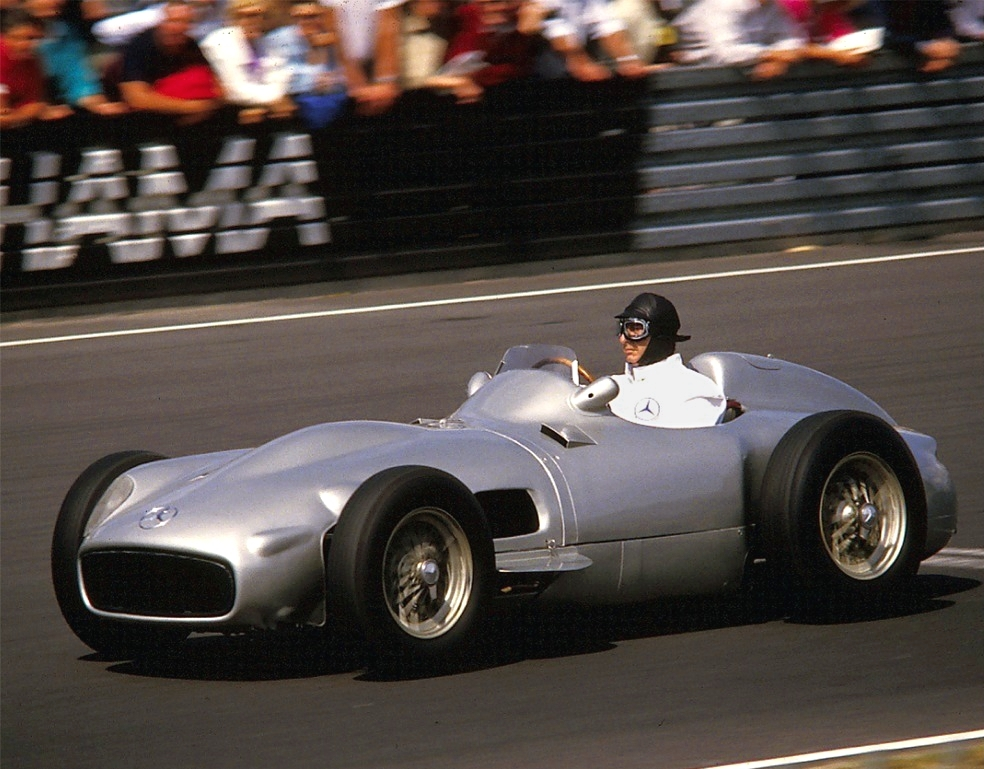
在1986年時於紐伯林賽道舉辦的古董車GP（Oldtimer Grand Prix）中，胡安·曼纽尔·方吉奥駕駛著梅賽德斯-賓士W196賽車登場。

## 個人生活
方吉奥从未结过婚，但曾与安德烈亚-贝鲁埃（Andrea Berruet）有过一段浪漫的关系，1960年与之分手。他们有一个儿子叫奧斯卡·卡喬·埃斯皮諾薩（Oscar Cacho Espinosa），但他到2000年才被確認為是方吉奧的兒子。

## 連結
- Juan Manuel Fangio Website （页面存档备份，存于）
- Statistical analysis of drivers, 1950–2013 （页面存档备份，存于）
- Maserati Celebrates Fangio
- Juan Manuel Fangio Museum （页面存档备份，存于） （西班牙語）
- Amigos de Fangio （西班牙語）
- 胡安·曼努埃尔·范吉奥在互联网电影资料库（IMDb）上的資料（英文）